# Eduard Knoblauch

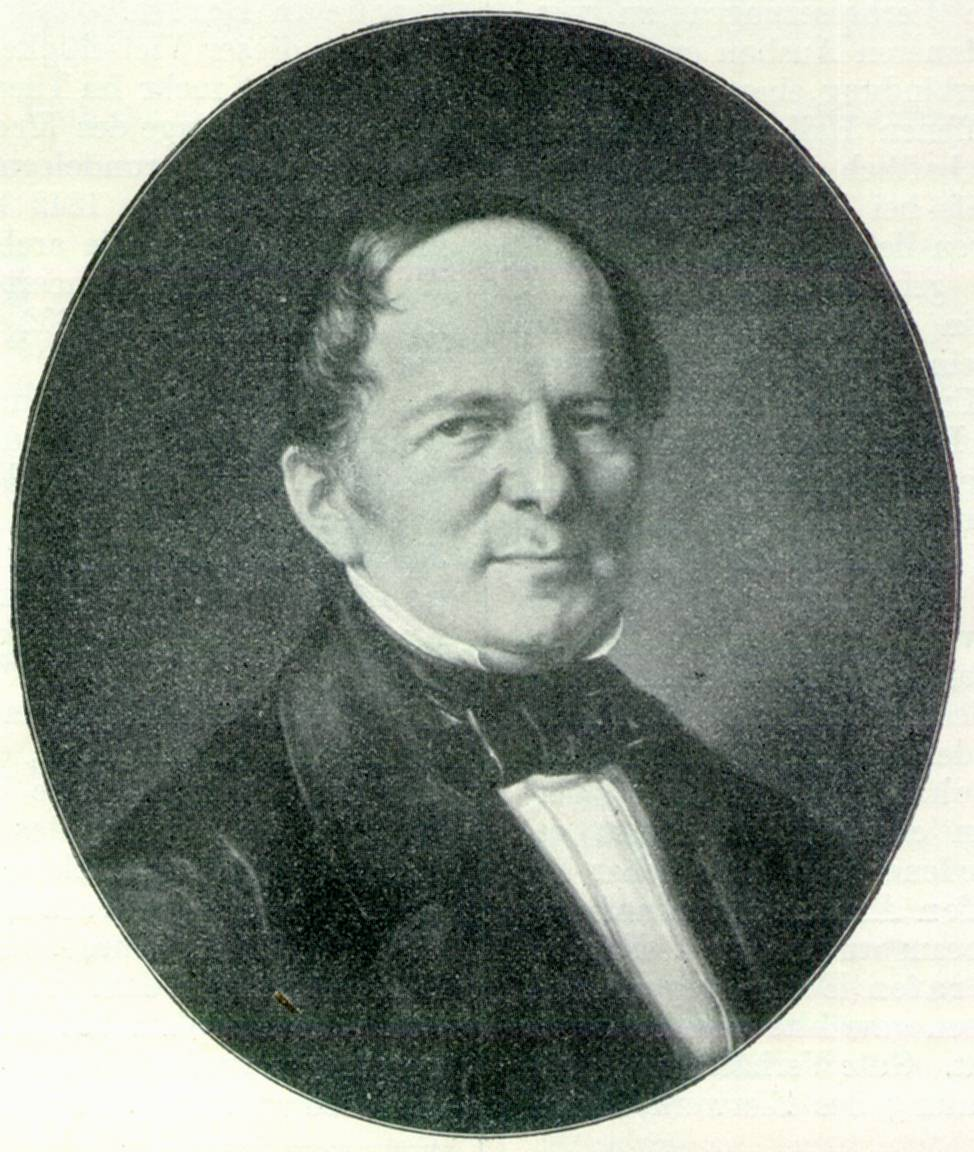
Eduard Knoblauch um 1850

Eduard Knoblauch (* 25. September 1801 in Berlin; † 29. Mai 1865 ebenda; vollständiger Name Carl Heinrich Eduard Knoblauch, Schreibweise auch Karl) war ein deutscher Architekt.

## Leben

### Familie
Eduard Knoblauch entstammte der Berliner Kaufmannsfamilie Knoblauch, aus der zahlreiche Wissenschaftler, Architekten und Politiker hervorgingen. Er war der Enkel des Nadlermeisters Johann Christian Knoblauch (1723–1790), Sohn des Seidenfabrikanten Carl Friedrich Knoblauch (1765–1813) und Bruder des Seidenfabrikanten Carl Friedrich Wilhelm Knoblauch (1793–1859).

### Werdegang

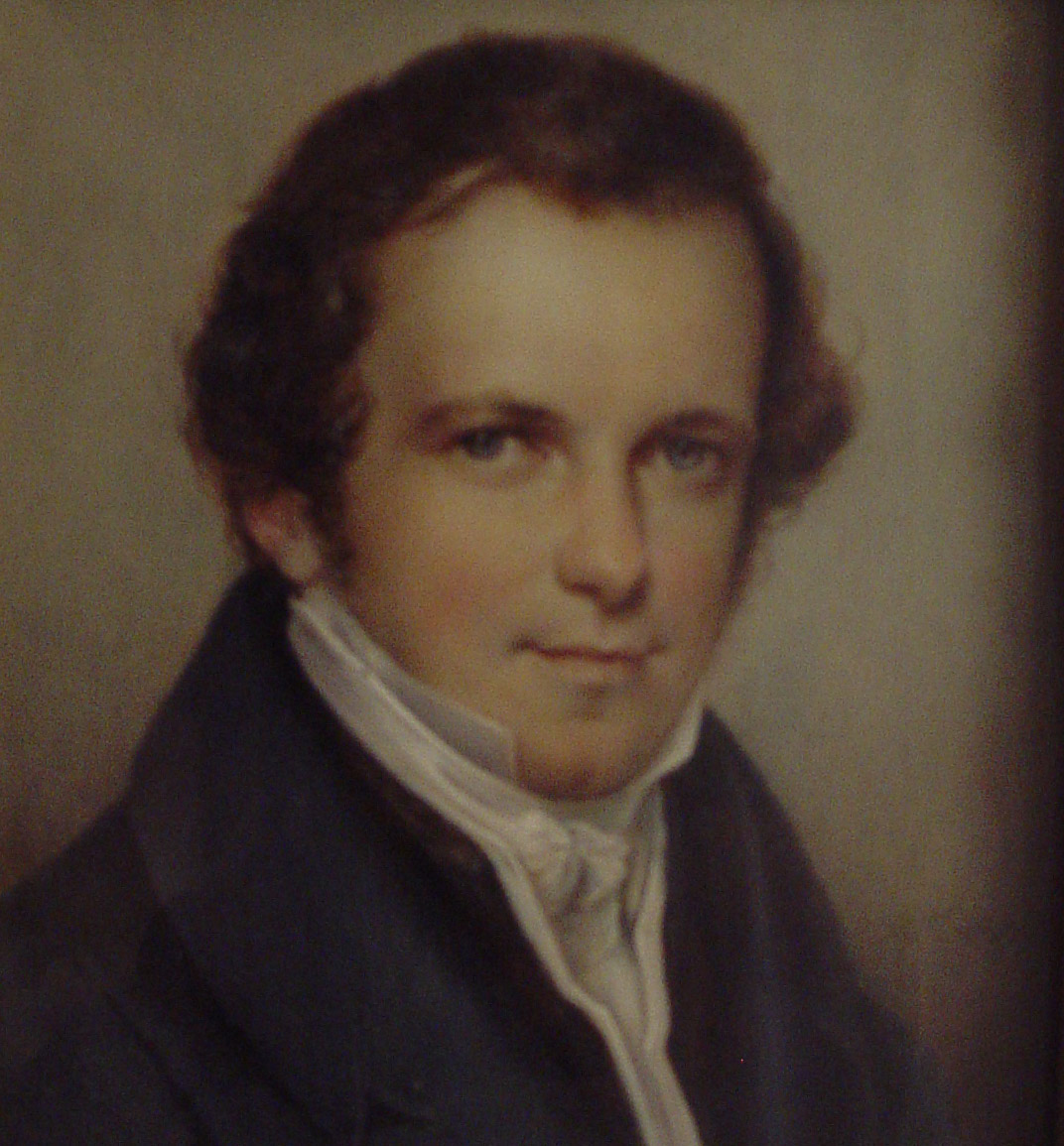
Eduard Knoblauch um 1820

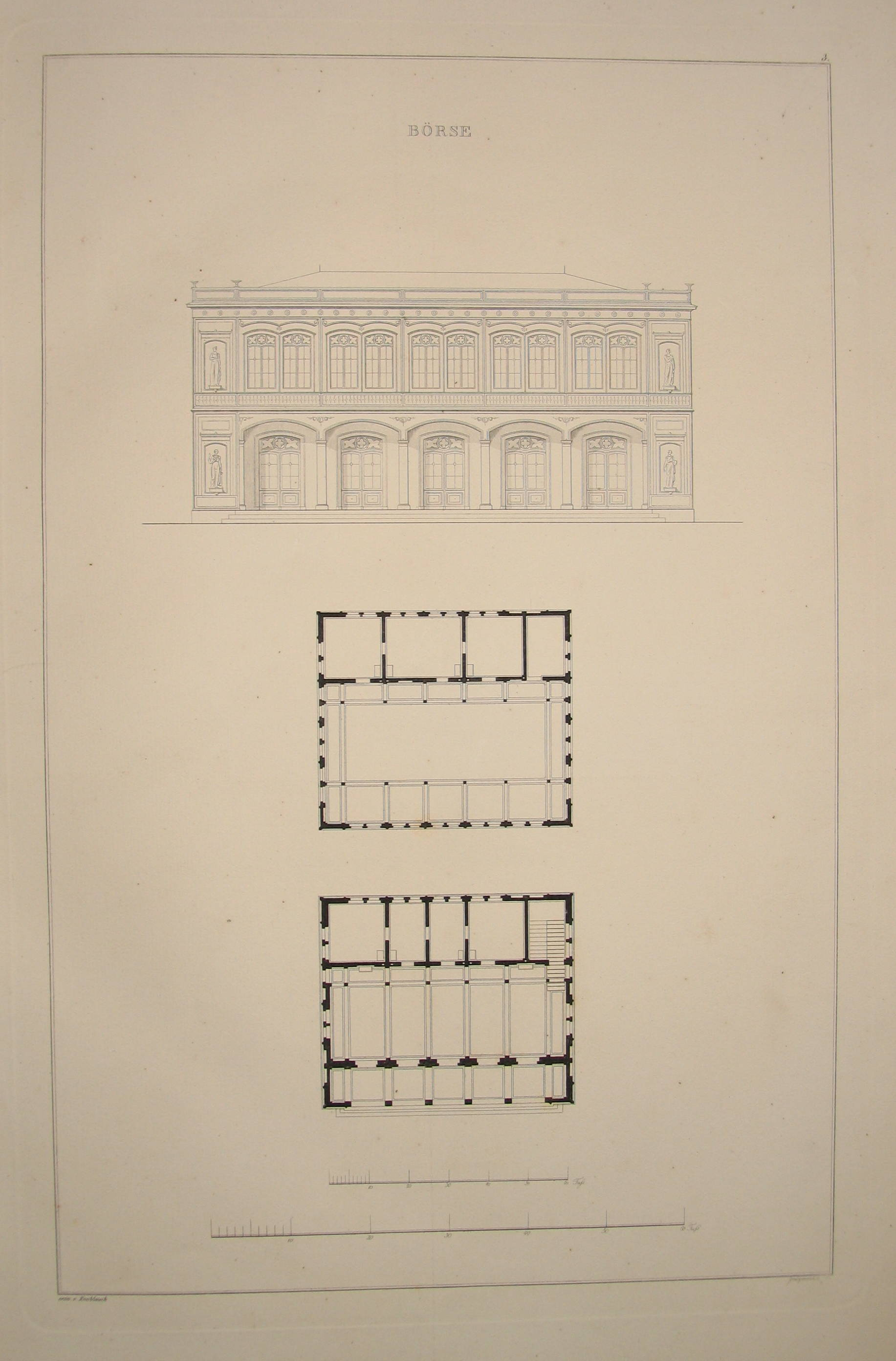
Entwurf für eine Börse von E. Knoblauch, Architektonisches Album Heft 1, Blatt III, 1840

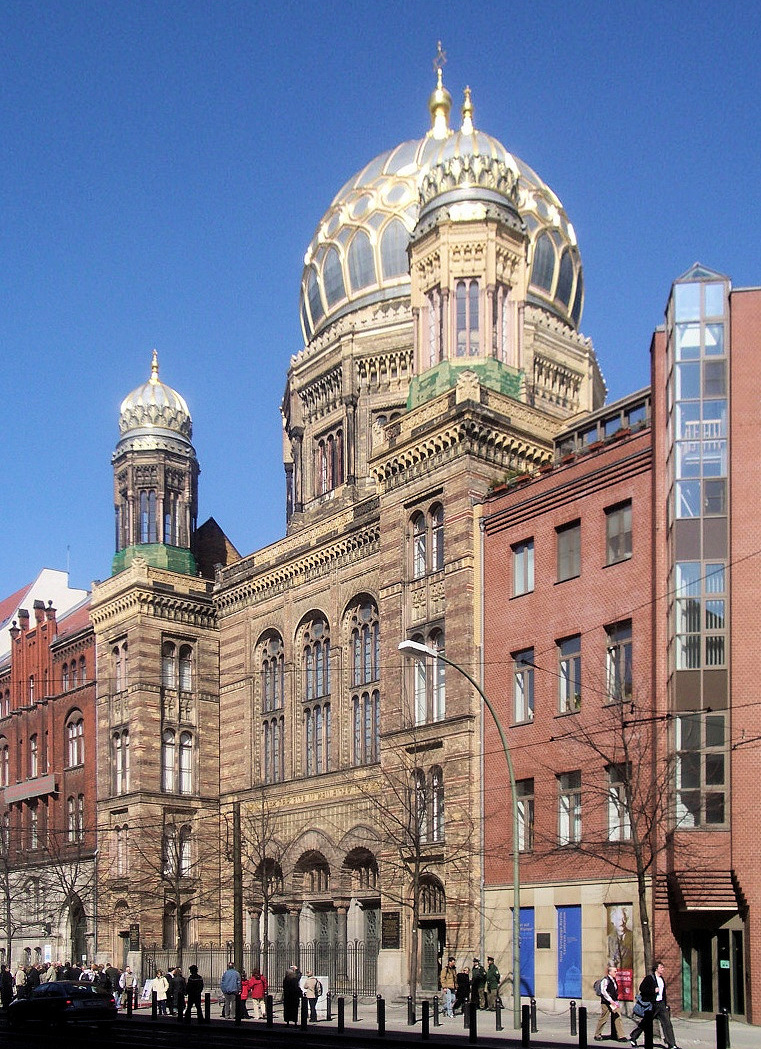
Neue Synagoge, Berlin 2005

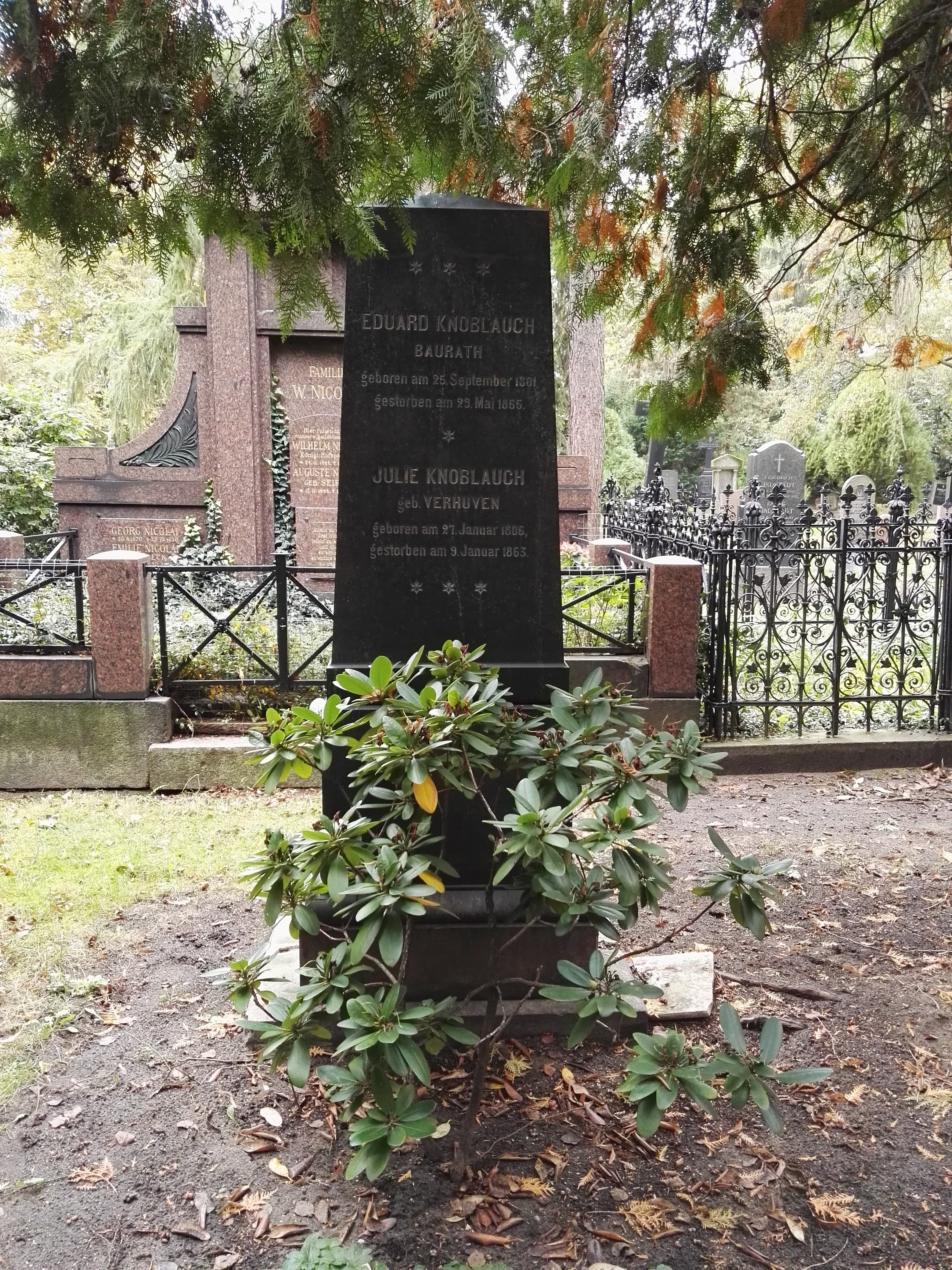
Grabstätte

Knoblauch studierte an der Berliner Bauakademie (1818 Feldmesserprüfung, 1822 Kondukteurprüfung, 1828 Baumeisterprüfung). Er war 1824 Mitbegründer des Architektenvereins zu Berlin, in dessen Vorstand er bis August 1862 blieb. Mit dieser Tätigkeit verbunden war auch die Rolle als Mitherausgeber verschiedener Zeitschriften, die die Anfänge der Fachpresse für Architekten in Deutschland begründeten. Erwähnenswert sind:
- Architektonisches Album. Redigirt vom Architekten-Verein zu Berlin durch Stüler, Knoblauch, Salzenberg, Strack; Potsdam, 1840–1849
- Zeitschrift für Bauwesen, bis 1880: hrsg. unter Mitw. der Königl. Technischen Bau-Deputation & des Architekten-Vereins zu Berlin, Berlin, 1851–1931

Nach dem Abschluss seiner Studien bereiste er 1828 Deutschland und Holland. Zusammen mit dem befreundeten Friedrich August Stüler und dem Dresdner Architekten Woldemar Hermann (1807–1878), den er in Berlin kennengelernt hatte, reiste er anschließend 1829/1830 nach Frankreich, in die Schweiz und nach Italien.
1830 ließ er sich als erster Privatarchitekt in Berlin nieder. Er wollte so der dominierenden Rolle Karl Friedrich Schinkels im staatlichen Bauwesen entgehen.
1845 wurde Knoblauch zum Mitglied der Akademie der Künste ernannt.
Krankheit verbunden mit Arbeitsunfähigkeit und die 1863 erfolgte Einlieferung in eine Heilanstalt verhinderten, dass er die Ausführung seines Hauptwerkes, der Neuen Synagoge übernehmen konnte. An seine Stelle trat Friedrich August Stüler.
Die Eröffnung der Neuen Synagoge erlebte Knoblauch nicht mehr; er starb am 29. Mai 1865 in Berlin.
Sein Sohn Gustav Knoblauch (1833–1916) und sein Enkel Arnold Knoblauch waren ebenfalls als Architekten tätig.
Eduard Knoblauch wurde auf dem St. Marien- und St. Nikolai-Friedhof I am Prenzlauer Tor beigesetzt. Sein Grabstein ist erhalten. Sein Grab ist als Ehrengrab der Stadt Berlin gewidmet.

## Bauten
- 1840–1841: Umbau des Palais der Prinzessin Amalie zur Russischen Botschaft, Berlin, Unter den Linden 7/8 (alte Zählung) (1944 zerstört)
- 1842: Jagdschloss Blomenburg in Selent
- 1843: Ausbau der Stadtkirche in Guben (heute Ruine)
- 1843–1845: Schloss Görlsdorf bei Angermünde (nur Fundamentreste erhalten)
- 1844: Krollsches Etablissement in Berlin (zusammen mit Ludwig Persius und Carl Ferdinand Langhans)
- 1844–1846: Umgestaltung im Innern der Marienkirche in Prenzlau
- 1845–1847 Schloss Vogelsang bei Ückermünde
- 1846–1848: Schloss Kröchlendorff
- 1846–1850: Schloss Schlemmin
- 1854: Palais Robert Caro in Breslau, Schweidnitzer Stadtgraben 19 (heute Podwale 57) (zerstört)
- 1856: Umbau der Synagoge in Berlin, Heidereutergasse
- 1856–1858: Verwaltungsgebäude der Königlichen Eisenbahn-Direktion Stettin
- 1856–1858: Erweiterung und Umbau von Schloss Lanke
- 1857–1858: Palais Arnim-Boitzenburg in Berlin, Pariser Platz 4 und Palais Behr-Negendank am Wilhelmplatz (beide zerstört)
- 1858–1860: Jüdisches Krankenhaus in Berlin, Auguststraße 14–16
- 1859–1866: Neue Synagoge in Berlin, Oranienburger Straße
- 1878–1879: Tiefgreifende Umgestaltung der Jerusalemkirche in Berlin, Friedrichstadt (zerstört)

Zahlreiche Wohnhäuser in Berlin, Bahnhöfe in Bromberg, Elbing und Schneidemühl, Bankgebäude in Dessau, Danzig und Königsberg, Hotels, Schlösser und Landsitze in Pommern, Schlesien und Ostpreußen.